# Praolia mizutanii
Praolia mizutanii är en skalbaggsart som beskrevs av Tatsuya Niisato 1989. Praolia mizutanii ingår i släktet Praolia och familjen långhorningar. Inga underarter finns listade i Catalogue of Life.